# Morodok Techo National Sports Complex
 (novembre 2022).
Le complexe sportif national de Morodok Techo (khmer : ពហុកីឡដ្ឋានជាតិមរតកតេជោ) est un complexe sportif à Phnom Penh, au Cambodge. Il a été construit pour accueillir les Jeux d'Asie du Sud-Est de 2023.

## Histoire
En août 2012, le premier ministre cambodgien Hun Sen a approuvé en la création d'un comité interministériel pour gérer la construction du complexe.
Des parties du lac Boeung Pong Peay ont été récupérées pour la construction de l'installation. Selon le Comité national olympique du Cambodge, le complexe sportif serait la première « installation sportive polyvalente moderne et aux normes internationales » du pays. La construction du complexe sportif qui a débuté en avril 2013 a été financée par le gouvernement chinois, le coût total est estimé à 200 millions de dollars.

## SEA Games
Le Cambodge a été approuvé pour accueillir les Jeux d'Asie du Sud-Est de 2023 au cours desquels les cérémonies d'ouverture et de clôture auront lieu.